# Берг-им-Аттергау
Берг-им-Аттергау (нем. Berg im Attergau) — коммуна (нем. Gemeinde) в Австрии, в федеральной земле Верхняя Австрия. 
Входит в состав округа Фёклабрук.  Население составляет 987 человек (на 31 декабря 2005 года). Занимает площадь 20 км². Официальный код  —  41706.

## Политическая ситуация
Бургомистр коммуны — Франц Штайнбихлер (АНП) по результатам выборов 2003 года.
Совет представителей коммуны (нем. Gemeinderat) состоит из 13 мест.
- АНП занимает 11 мест.
- СДПА занимает 1 место.
- АПС занимает 1 место.